# Чорна котяча акула довгоголова
Чорна котяча акула довгоголова (Apristurus longicephalus) — рід скатів родини Котячі акули. Інша назва «гладенькочеревна чорна котяча акула».

## Опис
Загальна довжина досягає 59-60 см. Голова сильно подовжена, становить 25% довжини усієї акули. Звідси походить назва цієї акули. Морда сплощена. Ніс вузький та довгий, на кінці звужується. Очі невеликі, овальні, горизонтальної форми з мигальною перетинкою. Позаду них розташовані невеличкі бризкальця. Ніздрі довгі, вкриті носовими клапанами. Рот відносно короткий, сильно зігнутий. На верхній щелепі розташовано 36-44 рядків зубів, на нижній — 45. зуби на обох щелепах однакового розміру та форми: дрібні, з 3 або 5 верхівками, високою центральною та низькими боковими верхівками. В кутах рота присутні чітко виражені губні борозни. У неї 5 пар коротких зябрових щілин. Тулуб стрункий та м'який. Луска дрібна, розкидана по шкірі, що надає останній шорстисто-оксамитовий вигляд. На тілі є ділянки, де луска відсутня — між плавцями, з боків, на краях плавців. Грудні плавці великі та широкі. Кількість витків спірального клапана шлунка 13-17. Має подовжену дванадцятиперсну кишку, яка дорівнює спіральному клапану, що не властиво іншим акулам. Має 2 невеличкі спинні плавці, розташовані ближче до хвостового плавця, за черевними плавцями. Перший спинний плавець з округлою верхівкою. Задній спинний плавець дещо більший за передній. Анальний плавець довгий та широкий, відділений від хвостового виїмкою. Хвостовий плавець довгий і вузький, становить 30% загальної довжини акули.
Забарвлення коливається від темно-коричневого до темно-сірого та чорного. Ділянки без луски та ротова порожнина мають чорний колір.

## Спосіб життя
Тримається на глибинах від 500 до 1140 м. Доволі повільна та малорухлива акула. Не утворює великих скупчень. Полює на здобич біля дна, є бентофагом. Живиться переважно глибоководними креветками та морськими червами, а також дрібною костистою рибою.
Статева зрілість у самців настає при розмірах 42-49 см, у самиць — 50-51 см. Це яйцекладна акула. Самиця відкладає 1 яйце з вусиками, якими закріплюється за ґрунт. Є єдиним видом акул, що має якості рудиментарного гермафродитизма. Кожна особина при необхідності може бути самцем або самицею, оскільки мають статеві органи протилежної статі.
Не є об'єктом промислового вилову.

## Розповсюдження
Представлена окремим ареалами, з яких найбільшими є два: від Японії до північно-східного узбережжя Китаю; в акваторії Філіппінських островів. Зустрічається також біля північної Австралії, о. Нова Каледонія, Сейшельських островів, Мозамбіку.